# Lliga Etòlia
La Lliga Etòlia (en grec antic Κοινὸν τῶν Αἰτωλῶν) va ser una federació de ciutats de la regió d'Etòlia a l'antiga Grècia, formada a principis del segle iv aC, probablement a causa de l'oposició al Regne de Macedònia i a la constitució de la Lliga Aquea. Celebraven dues reunions anuals.

## Història
La Lliga Etòlia va adquirir més importància durant el segle iii aC, quan es va oposar directament a la Lliga Aquea. La Lliga Etòlia va ocupar Delfos l'any 290 aC, i va anar conquerint territori fins que a finals del segle iii aC ja ocupava tota la Grècia central amb l'excepció de l'Àtica i Beòcia, des del mar Jònic fins al mar Egeu i controlar zones del Peloponès, Tessàlia, Tràcia i Àsia Menor. Algunes ciutats i territoris es van unir a la Lliga Etòlia, com ara Mantinea, Tegea, Figàlia i Cidònia, a Creta.
El 220 aC, la Lliga va entrar en conflicte amb el jove Filip V de Macedònia, qui els va derrotar, de manera que la Lliga va aliar-se amb la república romana que també lluitava contra Filip. El rei macedoni va ser vençut finalment en la segona guerra macedònica a la batalla de Cinoscèfales l'any 197 aC. Els etolis no van poder recuperar les seves possessions que estaven en mans del seu victoriós aliat, i es van unir a Antíoc III el Gran de Síria per lluitar contra Roma en el conflicte conegut com la Guerra Romano-Síria. Quan Antíoc va ser derrotat per Roma al 190 aC, els etolis també es van rendir a l'any següent. La Lliga es va dissoldre formalment l'any 167 aC.

## Organització
La lliga tenia una estructura federal, i podia aixecar exèrcits i dur a terme la política exterior de manera comuna. També va implementar una normalització econòmica, decretant impostos conjunts i utilitzant una moneda comuna. Va adoptar també un sistema unificat de peses i mesures. Segurament no hi havia cap centralització burocràtica. Les comunitats i les ciutat que constituïen la lliga tenien una gran autonomia. De vegades, la lliga no va poder (o no va voler) impedir que els seus membres emprenguessin accions militars contra estats amb els que existia un tractat. Els membres de la lliga es distribuïen en districtes que sembla que tenien un cert poder administratiu i jurídic.
L'aparell administratiu central de la lliga consistia en una Assemblea (Ekklesia), un consell i designava diversos magistrats. L'Assemblea estava oberta a tots els ciutadans de totes les comunitats membres de la Lliga i era la màxima autoritat, amb la responsabilitat de les declaracions de guerra i pau, però el seu poder estava limitat per la poca freqüència amb què es reunia.